# رزج
رزج، روستایی از توابع بخش شرا شهرستان همدان در استان همدان ایران است.

## جمعیت
این روستا در دهستان جیحون دشت قرار دارد و براساس سرشماری مرکز آمار ایران در سال ۱۳۹۵، جمعیت آن ۲۸۱ نفر (۶۷خانوار) بوده‌است. رزج به زبان مادها و هخامنشی یعنی خانه‌ای که سقف ان چوبی باشد..(چوب و حصیر—تیر پوش)
ده رزج طبق مدارک بدست آمده از زمان دوره کمبوجیه (فرزند ارشد کوروش) بود است.
در سال ۱۳۴۴ در تپه نشانگاه دو قطعه مجسمه (مرد و زن) پیداشده که متعلق
پادشاهان هخامنشی یا پادشاهان ساسانی بوده. یکی از کارشناسان ان موقع اعلام کرده مجسمه پیدا شده احتمالاً دوره پادشاهی کمبوجیه (فرزند کوروش) است.
-- تپه نشانگاه یک تپه قدیمی بود در بالای آن یک قلعه قدیمی مربوط به دوره
پادشاهان سلسله هخامنشی بوده که با سنگ‌های برزگ ساخته شده بود شامل دو ساختمان جدا ازهم
ساخته شده شامل چند اتاق و با درب‌های از جنس نوعی سنگ که باز و بسته کردن ان با کمک چند نفر انجام می‌شد. در ضمن در ماه محرم تعزیه از زمان‌های بسیار دوره رایج بوده و هنور هم مرتب برگزار می‌شود. روستای رزج نسبت به جمعیت ان در زمان جنگ تحمیلی بیشترین کمک‌های نقدی و نیروی انسانی
به جنگ داشته. حتی در سال ۱۳۹۰/۰۹/۲۰از طرف مسولین مربوطه استان همدان اعلام شد که ده رزج مقام اول در شرکت در کمک‌های نقدی و نیروی انسانی به جنگ داشته (نسبت به جمعیت ان) و در تاریخ۱۳۹۰/۱۰/۲۲سردار کاظمی و سردار میرزایی در بزرگداشت شهدای و جانبازان روستای رزج و هیزج برگزار شده‌است. در حال حاضر اداره روستا به صورت شورای شهر و روستا اداره می‌شود.